# Trakieț, Haskovo
Trakieț (în bulgară Тракиец) este un sat în comuna Haskovo, regiunea Haskovo,  Bulgaria. 

## Istoric
Nu se poate spune în mod pozitiv în cazul în care aceasta a fost prima așezare orice descendenților antice ale locuitorilor de astăzi cu. Trakietz (apoi s.Elehcha), dar se poate argumenta că locuitorii săi sunt descendenți ai tribului tracic Besi și dragovitchi tribul slavă. . Informații despre viața populației bulgare cu Trakietz în al doilea regat bulgar ne dea nume diferite de teren - Petrovitsa, Ayazmoto (bine), Cullen (turn) mormânt Uzuntsa și altele. Numele satului, după unii autori vine de la Elshitsa - / să caute copaci / dupa altii, de la / ELES / -Elyaz / - persană Arabă cuvânt însemnând „fig“. Acesta din urmă este mult mai probabil din cauza numărului mare smochine curti conservate la dnes.Pri construcția unui baraj Trakietz au fost descoperite resturi de așezare tracă și bulgară. Trakietz Barajul este cel mai mare baraj din Peninsula Balcanică cu piatră stena.Dalga este de 1100 de metri și este în întregime construită din pământ compactat fără utilizarea de construcție de beton. Barajul este extrem de sărac în resursele de pește datorită braconajului său de lungă durată. Total nepotrivit pentru pescuitul amator. În ultimii ani, popularea diferitelor specii de pești nu a condus nici măcar la o schimbare modestă a resurselor de pește. Cea mai comună captură este crapul. Împotriva satului se ridică micul și marele Hassar. În zona dintre Hasar mici și mari au existat mănăstire bulgară „Sf. Nicolae“ și a fost păstrat până în 1665-1670, el a jucat un rol important în bulgarii din regiunea Haskovo. Actuala biserică din sat este numită după această mănăstire.
După eliberarea sa de sub dominația otomană a fost construită TSVYATKOV fântână și fântâni Saddle Bounar și Alakchelan și în 1933 a fost de apă curentă pe gazon sub Ayazmoto pentru a ajuta populația în timpul convenției, care a fost pe Înălțării.

## Religie
Creștinii / musulmanii au un trecut trac, indiferent de religie.

## Repere culturale și naturale
Consiliul satului este ținut la Spasovden, care este mereu joi, la 40 de zile după Paște. / La a șaptea joi după Paște /
Locații - barajul Ayazmoto și Trakietz.

## Demografie
Componența etnică a satului Trakieț
     Turci (54,33%)
     Bulgari (36,98%)
     Nicio identificare (8,67%)
     Altele (0%)
La recensământul din 2011, populația satului Trakieț era de 530 locuitori. Din punct de vedere etnic, majoritatea locuitorilor (54,33%) erau turci, cu o minoritate de bulgari (36,98%). Pentru 8,67% din locuitori nu este cunoscută apartenența etnică.